# أنطوان أبانغ
أنطوان أبانغ (مواليد 18 يونيو 1941) هو ملاكم كاميروني، مثّل بلاده في الألعاب الأولمبية الصيفية 1968.

## روابط خارجية
أنطوان أبانغ على موقع أوليمبيديا (الإنجليزية)